# Танхльїн
Танхльїн (Сиріам) (бірм. သန်လျင်မြို့) — місто в центральній частині М'янми, на території адміністративного округу Янгон.

## Історія
У минулому Танхльїн входив до складу монської держави Хантаваді. У більш пізній період містом володіли португальці, а потім французи. В 1756 році місто було захоплене і майже повністю зруйнований військами правителя Бірми Алаунпайї, після чого прийшло у майже повний занепад. У XX столітті в околицях Танхльїна була виявлена нафта.

## Географія
Місто знаходиться в південній частині провінції, поблизу місця злиття річок Пегу і Янгон, південніше схід від міста Янгон, на відстані 327 кілометрів на південь від столиці країни Нейп'їдо. Абсолютна висота — 5 метрів над рівнем моря.

### Клімат
Місто знаходиться у зоні, котра характеризується мусонним кліматом. Найтепліший місяць — квітень із середньою температурою 30.6 °C (87.1 °F). Найхолодніший місяць — січень, із середньою температурою 25.1 °С (77.2 °F).
| Клімат Танхльїна        | Клімат Танхльїна | Клімат Танхльїна | Клімат Танхльїна | Клімат Танхльїна | Клімат Танхльїна | Клімат Танхльїна | Клімат Танхльїна | Клімат Танхльїна | Клімат Танхльїна | Клімат Танхльїна | Клімат Танхльїна | Клімат Танхльїна | Клімат Танхльїна |
| Показник                | Січ.             | Лют.             | Бер.             | Квіт.            | Трав.            | Черв.            | Лип.             | Серп.            | Вер.             | Жовт.            | Лист.            | Груд.            | Рік              |
| Середній максимум, °C   | 32,2             | 34,6             | 36               | 36,9             | 33,4             | 30,2             | 29,7             | 29,7             | 30,4             | 31,6             | 32,1             | 31,6             | 32,4             |
| Середня температура, °C | 25,1             | 26,8             | 28,7             | 30,6             | 29,1             | 27,3             | 26,8             | 26,8             | 27,3             | 27,9             | 27,2             | 25,3             | 27,4             |
| Середній мінімум, °C    | 17,8             | 19,3             | 21,5             | 24,2             | 25               | 24,4             | 24,1             | 24,2             | 24               | 24,2             | 22,4             | 19               | 22,5             |
| Норма опадів, мм        | 4.9              | 2.1              | 6.5              | 17.7             | 313.3            | 574.3            | 584.3            | 640              | 388.8            | 206.4            | 58.9             | 7.3              | 2804.5           |
| Днів з опадами          | 0,4              | 0,6              | 0,7              | 2,5              | 16,7             | 27,7             | 31               | 30               | 23,9             | 12,3             | 3,7              | 0,7              | 150,2            |
| Вологість повітря, %    | 60.1             | 56.3             | 59.8             | 60.9             | 75.6             | 85.6             | 87.6             | 88.6             | 85.2             | 79.8             | 72.6             | 66.1             | 73.2             |
| ----------------------- | ---------------- | ---------------- | ---------------- | ---------------- | ---------------- | ---------------- | ---------------- | ---------------- | ---------------- | ---------------- | ---------------- | ---------------- | ---------------- |
| Джерело: Weatherbase    |                  |                  |                  |                  |                  |                  |                  |                  |                  |                  |                  |                  |                  |

## Населення
За оціночними даними 2013 чисельність населення міста становила 240 380 осіб.

## Економіка і транспорт
У міському порту є нафтоналивний термінал.
Сполучення Танхльїна з іншими містами М'янми здійснюється за допомогою автомобільного і річкового видів транспорту. Через річку Пегу перекинутий міст, що з'єднує місто з Янгоном.
Найближчий аеропорт розташований також в місті Янгон.